# 네팔 왕비 아이슈와리야
아이슈와리야(1949년 11월 7일 ~ 2001년 6월 1일)는 네팔의 왕비(1972년 ~ 2001년)이다. 1970년 2월 27일에 비렌드라와 결혼했으며, 슬하에 왕세자 디펜드라를 비롯하여 2남 1녀를 두었다. 2001년 6월 1일의 네팔 왕실 대학살 사건 당시 디펜드라 왕세자의 총에 맞아 사망하였다.